# 長征一號丁運載火箭
长征一号丁运载火箭（缩写： 或 ）是长征一号的改进型，三次試射，两成一败，现已退役。主要的改进有：一子级发动机推力由1020千牛提高到1101.2千牛，提高了二、三两个子级性能。经改进后的长征一号D火箭能发射各种低轨道卫星，卫星入轨姿态既可以是自旋、也可以是三轴稳定状态。

## 长征一号丁运载火箭試射纪录
| 序号 | 运载火箭名称 | 发射时间 （UTC+8）    | 发射轨道 | 发射地点                 | 发射结果 |
| ---- | ------------ | --------------------- | -------- | ------------------------ | -------- |
| 1.   | 长征一号丁   | 1995年5月29日         | 亚轨道   | 太原卫星发射中心 7號工位 | 成功     |
| 2.   | 长征一号丁   | 1997年11月1日         | 亚轨道   | 太原卫星发射中心 7號工位 | 成功     |
| 3.   | 长征一号丁   | 2002年1月3日 20时15分 | 亚轨道   | 太原卫星发射中心 7號工位 | 失败     |